# New Zealand State Highway 39
Der New Zealand State Highway 39 (auch State Highway 39 oder in Kurzform SH 39) ist eine Fernstraße von nationalem Rang im Westen der Nordinsel von Neuseeland.

## Strecke
Der SH 39 beginnt eine Kreuzung entfernt vom New Zealand State Highway 1 im Westen von Hamilton. Er folgt in südlicher Richtung dem Waipā River flussauf. Er kreuzt den nach Hamilton führenden New Zealand State Highway 23 und führt zwischen dem Pirongia Mountain im Westen und der Stadt Te Awamutu hindurch bis in den Norden der Ansiedlung Tihiroa, wo er am New Zealand State Highway 31 nördlich von Otorohanga endet.